# Gevlekte berkensteltmot
De gevlekte berkensteltmot (Caloptilia suberinella) is een vlinder uit de familie mineermotten (Gracillariidae). De wetenschappelijke naam is voor het eerst geldig gepubliceerd in 1848 door Tengstrom.
De soort komt voor in Europa.